# American Horror Story: Hotel
American Horror Story: Hotel – piąty sezon amerykańskiego serialu telewizyjnego American Horror Story. Składa się z dwunastu odcinków, emitowanych przez stację FX między 7 października 2015 a 13 stycznia 2016 roku. Polska premiera każdego odcinka odbywała się na antenie Fox dzień po pierwszej emisji w FX.
Zgodnie z antologiczną formą serialu, Hotel stanowi osobny miniserial, niezależny od pozostałych sezonów. Akcja obejmuje głównie wydarzenia z lat 2015–2016 w hotelu Cortez w Los Angeles. Mieszkają w nim duchy i wampiry, które prześladują hotelowych gości. Jednym z rezydentów Cortezu jest detektyw John Lowe, badający sprawę seryjnego mordercy, dla którego źródło inspiracji stanowi Dekalog.
Hotel, podobnie jak poprzednie sezony, został stworzony przez Ryana Murphy’ego i Brada Falchuka. Do obsady powrócili aktorzy z poprzednich serii: Sarah Paulson, Evan Peters, Kathy Bates, Finn Wittrock, Wes Bentley, Matt Bomer, Chloë Sevigny, Lily Rabe, Gabourey Sidibe, Mare Winningham, Christine Estabrook, Anthony Ruivivar, John Carroll Lynch, Matt Ross i Henry G. Sanders. Po raz pierwszy w historii American Horror Story wystąpili Lady Gaga i Cheyenne Jackson.

## Streszczenie fabuły
W 1925 roku gwiazdor kina niemego, Rudolf Valentino, i jego żona Natacha Rambova rozpoczynają współżycie z początkującą aktorką, Elizabeth Johnson. Wkrótce małżeństwo zostaje zarażone starożytnym wirusem. Dzięki niemu stają się wampirami i zyskują długowieczność, muszą jednak żywić się ludzką krwią. W 1926 roku Elizabeth przychodzi na otwarcie zbudowanego przez Jamesa Patricka Marcha hotelu Cortez w Los Angeles, gdzie dowiaduje się o śmierci Rudolfa. Pogrążona w żałobie, bierze ślub z Marchem i przyjmuje tytuł Hrabiny. Jej mąż tymczasem torturuje hotelowych gości i brutalnie ich morduje. Rozpoczyna ponadto serię zabójstw ludzi łamiących Dekalog, zyskując tym samym miano Strażnika Dziesięciu Przykazań. W hotelu żyją duchy wszystkich osób, które zmarły na jego terenie. Podczas wizyty na cmentarzu Elizabeth spotyka Rudolfa i Natachę, którzy informują ją, że śmierć aktora została upozorowana. Małżeństwo zaraża ją wirusem i zaprasza do wspólnej ucieczki z Los Angeles. James, który podsłuchuje rozmowę, w tajemnicy przed żoną zamyka Rudolfa i Natachę w odizolowanej części hotelu bez wyjścia, zamkniętej za dźwiękoszczelną ścianą. Kilka lat później, gdy policja dowiaduje się o jego morderczej działalności, popełnia samobójstwo i od tej pory żyje w Cortezie jako duch. Elizabeth z kolei mieszka w hotelowym penthausie. W 1977 roku rozpoczyna związek z aktorką Ramoną Royale, którą przemienia w wampirzycę. W 1991 roku dowiaduje się o jej romansie z raperem, morduje go i rozstaje się z Ramoną. Trzy lata później do Cortezu przychodzą Sally McKenna i Donovan, planując zażywanie narkotyków. Sally zostaje zrzucona z hotelowego okna przez matkę Donovana, Iris, i od tej pory żyje jako duch.
W 2010 roku James wybiera detektywa Johna Lowe do kontynuowania zbrodni związanych z Dekalogiem. By wzbudzić jego złość, która zmotywuje go do morderstw, Elizabeth porywa jego syna, Holdena, przemienia w wampira i przetrzymuje w Cortezie. Tajemnicze zaginięcie chłopca wpływa na wieloletnią traumę u Johna, jego żony Alex i córki Scarlett. W 2015 roku John zajmuje się serią zabójstw, które samodzielnie wiąże z Dekalogiem. Podczas śledztwa trafia do nieznanego sobie Cortezu, gdzie (podobnie jak później Scarlett) widzi Holdena. Alex uznaje, że obecność męża źle wpływa na rodzinę, więc podejmuje decyzję o rozwodzie. John wprowadza się do Cortezu, gdzie jest uwodzony przez Sally. Iris pracuje tu jako recepcjonistka, transgenderyczna Liz jako barmanka, zaś Elizabeth żyje w związku z Donovanem, który także jest wampirem. Projektant mody Will Drake kupuje hotel i organizuje w nim pokaz mody. W jednym z modeli, Tristanie Duffym, Elizabeth widzi podobieństwo do Rudolfa. Wkrótce rozpoczyna z nim związek, przemienia go w wampira i każe Donovanowi się wyprowadzić. Mężczyzna zostaje uprowadzony przez Ramonę, która postanawia wykorzystać go, by dostać się do Hrabiny i ją zamordować. Tristan, w tajemnicy przez Elizabeth, rozpoczyna związek z Liz. Hrabina, dowiedziawszy się o tym, zabija Duffy’ego. Donovan, powróciwszy do hotelu, przemienia Iris w wampirzycę i werbuje ją do planów zabicia Elizabeth z Ramoną.

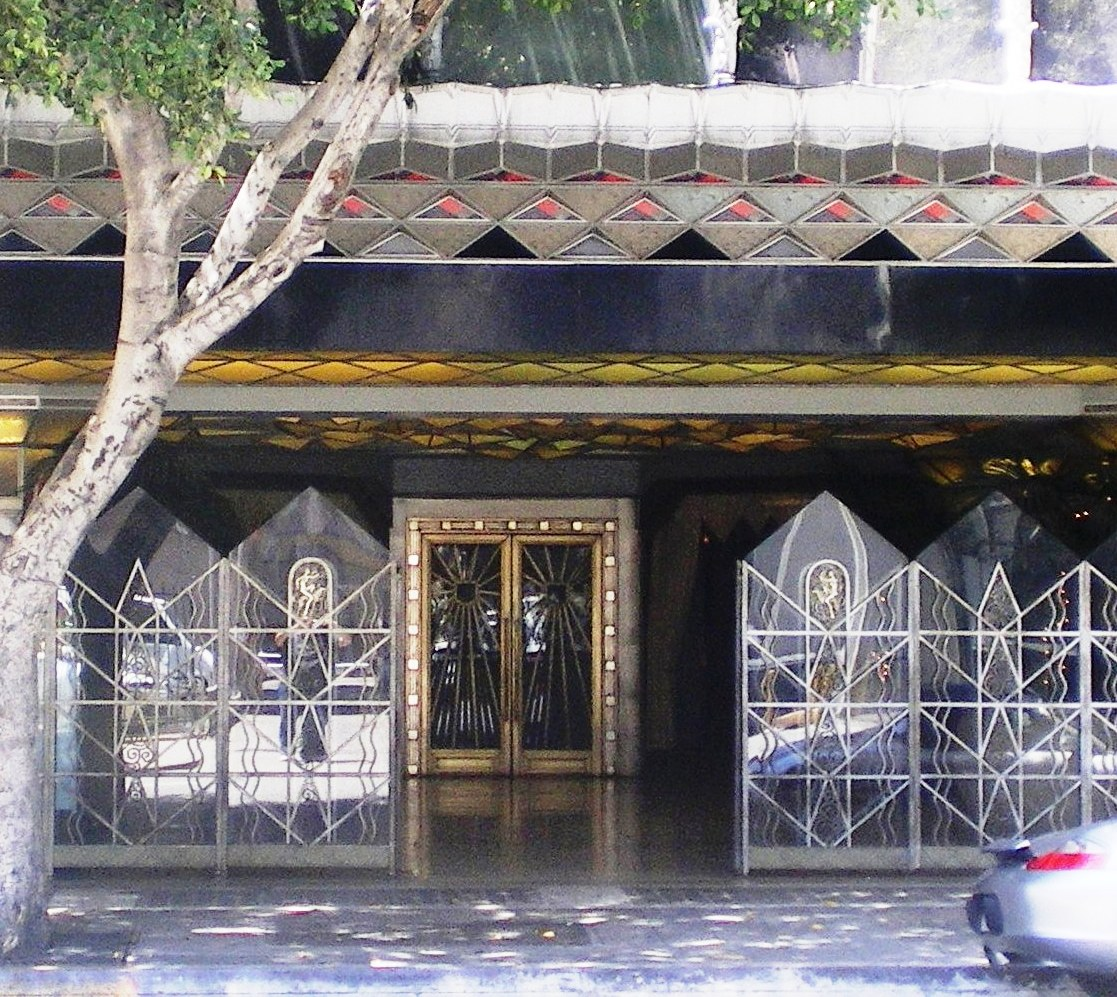
James Oviatt Building, który służył podczas zdjęć jako zewnętrzna część hotelu Cortez.

Alex spotyka Holdena na korytarzu Cortezu. Hrabina przemienia ją w wampirzycę i w zamian za widywanie codziennie Holdena zatrudnia jako guwernantkę hotelowych dzieci, co Alex utrzymuje w tajemnicy przez Johnem. Ten tymczasem, widząc w hotelu liczne zjawiska paranormalne, zostaje posądzony o szaleństwo i zwolniony z pracy. Elizabeth uwodzi Willa i planuje wziąć z nim ślub, a następnie zabić i odziedziczyć Cortez. Podczas prac remontowych w hotelu zostaje otwarty odizolowany korytarz, z którego uciekają Rudolf i Natacha. James wyjawia Elizabeth, że w 1926 roku uwięził ich w hotelu. Hrabina, która nigdy nie przestała kochać Rudolfa, odnajduje go i rozpoczyna z nim ponowne współżycie. Równocześnie wraca do związku z Donovanem. Chcąc Rudolfa na wyłączność, zabija Natachę, zaś Donovan, odkrywszy romans Elizabeth z Valentino, morduje aktora. Ufając ukochanej w obietnice o miłości, zdradza jej plany Ramony. Wspólnie umieszczają ją w odizolowanym korytarzu, którego ściana została odbudowana. John wraca do związku z Alex. Sally wyjawia mu, że to on jest Strażnikiem Dziesięciu Przykazań i od pięciu lat pracuje dla Jamesa. Nic jednak nie pamięta i wydaje mu się, że po raz pierwszy przyszedł do hotelu trzy tygodnie temu. Detektyw się buntuje i nie chce kończyć dzieła, jednak James zmusza go do tego, porywając Alex, Holdena i Scarlett.
Elizabeth bierze ślub z Willem, następnie wraz z Jamesem umieszcza go w odizolowanym korytarzu, gdzie Drake zostaje zabity przez Ramonę. Iris i Liz wspólnie planują zemścić się na Hrabinie za zbrodnie na przestrzeni lat. Strzelają do niej i, nieumyślnie, do Donovana, który umiera. Sally ratuje Elizabeth życie, bo chce, by pomogła jej zabić Johna, w którym jest zakochana. W ten sposób chce go zatrzymać na zawsze w Cortezie jako ducha. Iris i Liz uwalniają Ramonę, która ma zamordować Hrabinę. Niespodziewanie Elizabeth zostaje zabita przez Johna, który w ten sposób finalizuje serię zbrodni związanych z Dekalogiem. Od tej pory cała czwórka Lowe’ów żyje jako rodzina, zaś Iris i Liz przejmują zarządzanie Cortezem. Wkrótce policja odkrywa tożsamość Strażnika Dziesięciu Przykazań. John zostaje postrzelony przy wejściu do hotelu i od tej pory żyje w nim jako duch. Liz chce umrzeć, więc Hrabina, ukrywająca się od czasu swojej śmierci, pojawia się po raz pierwszy jako duch, by ją zamordować. W kolejnych latach Cortez zostaje w mediach wypromowany jako nawiedzony, dzięki czemu staje się popularny. James pragnie, by w 2026 roku, czyli w setną rocznicę powstania, zyskał miano zabytku.

## Nawiązania między sezonami
Mimo że każdy sezon American Horror Story stanowi osobny i spójny miniserial, niezwiązany bezpośrednio z pozostałymi, w Hotelu – podobnie jak w innych seriach – pojawiło się kilka nawiązań do wcześniejszych odcinków.
- Marcy (Christine Estabrook) jest jedną z drugoplanowych postaci w sezonie pierwszym, Murder House, gdzie również pracuje jako pośredniczka w obrocie nieruchomościami.
- W odcinku „Pokój nr 33” Elizabeth udaje się do domu, w którym odbywa się akcja Murder House. Charles Montgomery (Matt Ross), który udziela jej aborcji, jest jednym z bohaterów pierwszego sezonu.
- W odcinku „Królewska bitwa” pojawia się Queenie (Gabourey Sidibe), bohaterka sezonu trzeciego, Sabatu.
- W odcinku „Zostań naszym gościem” hotel odwiedza Billie Dean Howard (Sarah Paulson), bohaterka Murder House.

Nawiązania do Hotelu pojawiły się w późniejszym sezonach serialu.
- W odcinku „Valerie Solanas umarła za wasze grzechy” sezonu siódmego, Kultu, zostaje ujawnione, że za zbrodnie niezidentyfikowanego nigdy seryjnego mordercy, Zodiaka, odpowiada Valerie Solanas (Lena Dunham). W Hotelu duch Zodiaka o niezidentyfikowanej płci i z zasłoniętą twarzą jest jednym z uczestników dorocznej kolacji, organizowanej przez Jamesa Patricka Marcha w hotelu Cortez podczas nocy diabła.
- W odcinku „Czy to mógł być… Szatan?” sezonu ósmego, Apokalipsy, akcja odbywa się w hotelu Cortez, ponadto pojawiają się James i Queenie. Po tym, jak Cordelia Goode (Sarah Paulson) bezskutecznie usiłuje uwolnić Queenie z budynku hotelu, w końcu udaje się to Michaelowi Langdonowi (Cody Fern).

## Obsada i bohaterowie

### Obsada główna
- Kathy Bates jako Iris
- Sarah Paulson jako
  - Sally McKenna
  - Billie Dean Howard (odc. 12)
- Evan Peters jako James Patrick March
- Wes Bentley jako John Lowe
- Matt Bomer jako Donovan
- Chloë Sevigny jako Alex Lowe
- Denis O’Hare jako Liz Taylor
- Cheyenne Jackson jako Will Drake
- Angela Bassett jako Ramona Royale
- Lady Gaga jako Elizabeth Johnson / Hrabina

### Goście specjalni
- Mare Winningham jako Hazel Evers (odc. 1–4, 6–12)
- Finn Wittrock jako
  - Tristan Duffy (odc. 2–6, 12)
  - Rudolf Valentino (odc. 7, 9, 10)
- Naomi Campbell jako Claudia Bankson (odc. 2, 3)
- Lily Rabe jako Aileen Wuornos (odc. 4, 12)
- Gabourey Sidibe jako Queenie (odc. 11)

### Obsada drugoplanowa
- Christine Estabrook jako Marcy
- Max Greenfield jako Gabriel
- Richard T. Jones jako Andy Hahn
- Shree Crooks jako Scarlett Lowe
- Helena Mattsson jako Agnetha
- Kamilla Alnes jako Vendela
- Lennon Henry jako Holden Lowe
- Lyric Lennon jako Lachlan Drake
- Mädchen Amick jako pani Ellison
- John Carroll Lynch jako John Wayne Gacy
- Seth Gabel jako Jeffrey Dahmer
- Anthony Ruivivar jako Richard Ramirez
- Darren Criss jako Justin
- Jessica Lu jako Bronwyn
- Charles Melton jako pan Wu
- Alexandra Daddario jako Natacha Rambova
- Josh Braaten jako Douglas Pryor

### Obsada gościnna
- Roxana Brusso jako dr Kohan (odc. 3)
- David Naughton jako pan Samuels (odc. 3)
- Nico Evers-Swindell jako Craig (odc. 4)
- Robert Knepper jako porucznik (odc. 5)
- Kristen Ariza jako pani Pritchard (odc. 5)
- Matt Ross jako Charles Montgomery (odc. 6)
- David Barrera jako dr Kaplan (odc. 7)
- Marla Gibbs jako Cassie Royale (odc. 9)
- Henry G. Sanders jako pan Royale (odc. 9)
- Marco Rodríguez jako El Rey (odc. 10)
- Josh Pence jako Nick Harley (odc. 11)
- Lindsay Pulsipher jako Tina Black (odc. 11)
- Alanna Ubach jako Jo (odc. 12)
- Amir Talai jako Mitch (odc. 12)

## Lista odcinków
| Nr | Nr | Tytuł oryginalny            | Tytuł polski                       | Reżyseria         | Scenariusz               | Data premiery (Stany Zjednoczone) | Data premiery (Polska) |
| --- | -- | --------------------------- | ---------------------------------- | ----------------- | ------------------------ | --------------------------------- | ---------------------- |
| 52 | 1  | Checking In                 | Zameldowanie                       | Ryan Murphy       | Ryan Murphy Brad Falchuk | 7 października 2015               | 8 października 2015    |
| Iris melduje w hotelu Cortez Vendelę i Agnethę, szwedzkie turystki, które odkrywają wewnątrz łóżka w swoim pokoju nagiego, zniedołężniałego mężczyznę. Kobiety zostają przeniesione do pokoju 64, gdzie dwoje dzieci atakuje Agnethę i pije jej krew. Przyjaciółki zostają uwięzione w klatkach. W hotelu melduje się Gabriel, który zostaje zgwałcony przez Demona Nałogu w pokoju 64. Detektyw John Lowe jest prześladowany telefonami przez tajemniczego mężczyznę, odpowiedzialnego za dwie brutalne zbrodnie, w tym jedną w domu pacjenta, u którego przebywała akurat żona Johna, Alex. Gdy mężczyzna zapowiada Johnowi, że kolejną zbrodnię popełni w Cortezie, detektyw przyjeżdża do hotelu i zasypia w pokoju 64. Obudziwszy się, widzi swojego zaginionego kilka lat wcześniej syna, Holdena. Elizabeth i Donovan wracają z pokazu kina niemego z parą, z którą uprawiają seks grupowy i którą brutalnie mordują. Dzięki uwolnieniu przez Sally Vendeli udaje się uciec, jednak przed opuszczeniem hotelu zostaje zabita przez Elizabeth. Ku złości Donovana i Iris, Will Drake kupuje hotel. Chcąc uchronić żonę i córkę, John opuszcza rodzinny dom i wprowadza się do pokoju 64 w hotelu Cortez. |    |                             |                                    |                   |                          |                                   |                        |
| 53 | 2  | Chutes and Ladders          | Zsypy i drabiny                    | Bradley Buecker   | Tim Minear               | 14 października 2015              | 15 października 2015   |
| Sally zabiera Johna do hotelowego baru, gdzie namawia go do przełamania abstynencji. Will organizuje w Cortezie pokaz mody, podczas którego jego syn, Lachlan, zabiera Scarlett, córkę Johna, do jednego z pomieszczeń w hotelu. Znajduje się w nim czwórka uśpionych dzieci, wśród których dziewczynka rozpoznaje swojego brata, Holdena. Po pokazie uczestniczący w nim model, Tristan Duffy, trafia do jednego z hotelowych pokoi, gdzie James March zabija na jego oczach kobietę. Uciekłszy na korytarz, zostaje znaleziony przez Elizabeth. Hrabina uprawia z nim seks i czyni go wampirzycą. Gdy kochanków nakrywa Donovan, Elizabeth oświadcza mu, że ich związek jest zakończony, więc musi się wyprowadzić z Cortezu. Scarlett przyjeżdża do hotelu, gdzie rozmawia z Holdenem. Gdy wraca do domu, rodzice nie wierzą w jej opowieść o spotkaniu brata. John pyta Iris o tajemnice hotelu, więc recepcjonistka opowiada mu historię seryjnego mordercy Marcha. Lowe uznaje, że zabójca, które sprawę bada, inspiruje się Jamesem i Dekalogiem. |    |                             |                                    |                   |                          |                                   |                        |
| 54 | 3  | Mommy                       | Mamusia                            | Bradley Buecker   | James Wong               | 21 października 2015              | 22 października 2015   |
| Alex uznaje, że obecność Johna źle wpływa na ich rodzinę, w szczególności na Scarlett, w związku z czym wręcza mężowi dokumenty rozwodowe. Idąc hotelowym korytarzem spotyka Holdena. Tristan chce zabić Willa i wypić jego krew, jednak Elizabeth go powstrzymuje. Hrabinie udaje się uwieść Drake’a. Kobieta wyjawia Tristanowi, że planuje poślubić Willa, zabić go i odziedziczyć jego fortunę. Gdy Sally wspomina Johnowi o Dekalogu, detektyw ją aresztuje pod zarzutem odpowiedzialności za niedawne morderstwa. Podczas jazdy windą Sally usiłuje go uwieść, po czym niespodziewanie znika. Donovan kłóci się z matką, zarzucając jej błędy wychowawcze i sugerując popełnienie samobójstwa. Przebywając poza hotelem, zostaje uprowadzony przez Ramonę Royale, która wyjawia mu plan zemszczenia się na Elizabeth za dawne rany poprzez zabicie jej dzieci. Zrozpaczona Iris prosi Sally o zabicie jej poprzez wstrzyknięcie narkotyków w jednym z hotelowych pokoi. Donovan, chcąc uratować umierającą matkę, czyni ją wampirzycą. |    |                             |                                    |                   |                          |                                   |                        |
| 55 | 4  | Devil’s Night               | Noc diabła                         | Loni Peristere    | Jennifer Salt            | 28 października 2015              | 29 października 2015   |
| John rozmawia z hotelową sprzątaczką, Hazel Evers, która opowiada o swoim synu, porwanym i brutalnie zamordowanym przez Gordona Northcotta. Detektyw jest zszokowany, dowiadując się z akt policyjnych, że Northcott działał w latach 20. Alex przyprowadza do domu Holdena, który zabija psa i pije jego krew. Kobieta przyprowadza syna do Cortezu, gdzie Elizabeth wyznaje jej, że porwała Holdena i zaraziła go starożytnym wirusem, dzięki któremu jest nieśmiertelny. Tymczasem James organizuje w Halloween noc diabła – doroczne przyjęcie z udziałem duchów morderców. John poznaje w hotelowym barze Aileen Wuornos, która usiłuje go zabić, detektywowi udaje się jednak uciec. Lowe dowiaduje się od Liz, że został zaproszony na noc diabła. Przyszedłszy na przyjęcie, widzi na nim między innymi Wuornos, Northcott, Richarda Ramireza i Johna Wayne’a Gacy’ego. Stopniowo traci przytomność, a gdy ją odzyskuje, Sally mówi mu, że miał halucynacje. Alex zjawia się w hotelu, gdzie Elizabeth czyni ją wampirzycą. |    |                             |                                    |                   |                          |                                   |                        |
| 56 | 5  | Room Service                | Obsługa hotelowa                   | Michael Goi       | Ned Martel               | 4 listopada 2015                  | 5 listopada 2015       |
| Alex ratuje Maxa – umierającego w szpitalu chłopca, czyniąc go wampirem. Nazajutrz Max zabija rodziców i przemienia w wampiry całą swoją klasę. Dzieci dokonują w szkole masakry, mordując pracowników i pijąc ich krew. John zostaje zwolniony z pracy. Ramona i Donovan postanawiają wykorzystać Iris, by zbliżyć się do Elizabeth. Świeżo przemieniona w wampira recepcjonistka jest poniżana przez Justina i Bronwyn – parę internetowych gwiazd, która melduje się w Cortezie. Liz opowiada jej o tym, jak w 1984 roku trafiła do hotelu. Jeszcze jako Nick Pryor czuł się źle w swoim ciele, ale Elizabeth pomogła mu uwierzyć w siebie i przestać ukrywać swój transgenderyzm. Zainspirowana Iris mści się za poniżenia, zabijając Justina i Bronwyn oraz pijąc ich krew. John budzi się z Sally, która twierdzi, że wczorajszego dnia zaciągnął ją do łóżka, jednak detektyw niczego nie pamięta. Elizabeth mówi Alex, że w zamian za uczynienie jej wampirzycą będzie pracowała jako guwernantka hotelowych dzieci. |    |                             |                                    |                   |                          |                                   |                        |
| 57 | 6  | Room 33                     | Pokój nr 33                        | Loni Peristere    | John J. Gray             | 11 listopada 2015                 | 12 listopada 2015      |
| W 1926 roku Elizabeth, będąca w trzecim tygodniu ciąży, chce dokonać aborcji, jednak jej płód rodzi się żywy. Współcześnie John trafia do sali z trumnami, gdzie śpią Alex i Holden. Jego żona, nie chcąc, by John poznał prawdę o ostatnich zdarzeniach, usuwa z sali trumny i wmawia mu, że miał halucynacje. Za jej namową duchy Vendeli i Agnethy uprawiają z nim grupowy seks, podczas którego brudzą go krwią. Liz ma romans z Tristanem, zaś Elizabeth wyjeżdża z Willem do Paryża. Pod ich nieobecność w hotelu zjawia się Ramona, planując zamordować dzieci hrabiny. Idzie do pokoju 33 z zamiarem zabicia Bartholomewa, syna Elizabeth, urodzonego podczas aborcji. Kreaturze udaje się uciec i schować w walizce Johna, który wprowadza się z powrotem do rodzinnego domu. Widząc w kuchni Bartholomewa, strzela do niego z pistoletu, czym przeraża Scarlett. Alex zabiera Bartholomewa do hotelu, gdzie tymczasem Liz wyznaje hrabinie, że jest w związku z Tristanem. Elizabeth mści się na Duffym za zdradę, podcinając mu gardło. |    |                             |                                    |                   |                          |                                   |                        |
| 58 | 7  | Flicker                     | Płomyk                             | Michael Goi       | Crystal Liu              | 18 listopada 2015                 | 19 listopada 2015      |
| W 1925 roku Elizabeth poznaje gwiazdę niemego kina, Rudolfa Valentino, i rozpoczyna kilkumiesięczne pożycie z nim i jego żoną, Natachą Rambovą. Wraz z przyjaciółką idzie na przyjęcie inauguracyjne hotelu Cortez, podczas którego poznaje Jamesa i dowiaduje się, że Rudolf nie żyje. Pogrążona w żałobie Elizabeth bierze ślub z Marchem i codziennie odwiedza grób ukochanego. Podczas jednej z wizyt na cmentarzu spotyka Rudolfa i Natachę. Para wyznaje, że zostali zarażeni wirusem, dzięki któremu są nieśmiertelni, zaś Valentino upozorował własną śmierć. Rudolf przemienia Elizabeth w wampirzycę, zaś James podsłuchuje ich rozmowę. Zazdrosny o względy ukochanej, zamyka Valentino i Rambovą w odizolowanej części hotelu bez wyjścia, która współcześnie zostaje odkryta podczas prac remontowych. Spragnieni krwi Rudolf i Natacha wydostają się na zewnątrz, zabijają kilku gości i opuszczają Cortez, zaś James zdradza Elizabeth, co z nimi uczynił przed laty. Tymczasem John trafia do ośrodka zdrowia, gdzie przebywa także Wren – dziewczynka, która uczestniczyła w zbrodniach Strażnika Dziesięciu Przykazań. Po wspólnej ucieczce z ośrodka Wren rzuca się pod samochód.           |    |                             |                                    |                   |                          |                                   |                        |
| 59 | 8  | The Ten Commandments Killer | Zabójca od dziesięciorga przykazań | Loni Peristere    | Ryan Murphy              | 2 grudnia 2015                    | 3 grudnia 2015         |
| John żąda od Liz wyjaśnienia, kim jest Strażnik Dziesięciu Przykazań. Sally wyznaje mu, że to on jest odpowiedzialny za niedawne zbrodnie i pokazuje sekretne pomieszczenie w hotelu z ludzkimi organami. John zwierza się partnerowi z policji, Andy’emu, że zdał sobie sprawę ze wszystkiego, co robił przez ostatnie pięć lat. W 2010 roku przypadkowo trafił do Cortezu i zjadł kolację z Jamesem. Lowe i March spotykali się od tej pory regularnie, ponadto John uprawiał w hotelu seks z Sally. James przekonał Johna, by dokończył jego dzieło związane z Dekalogiem. Aby wzbudzić w nim złość wobec świata, która motywowała do brutalnych zbrodni, polecił Elizabeth uprowadzenie Holdena. Mimo częstych wizyt w hotelu, John nigdy ich nie pamiętał i był przekonany, że po raz pierwszy znalazł się w Cortezie trzy tygodnie temu. Niespodziewanie John wbija Andy’emu w ciało narzędzie do autopsji, mszcząc się za romans z Alex. Następnie przynosi do hotelu jego prącie, symbolizujące złamanie szóstego przykazania (związanego z cudzołóstwem). |    |                             |                                    |                   |                          |                                   |                        |
| 60 | 9  | She Wants Revenge           | Pragnienie zemsty                  | Michael Uppendahl | Brad Falchuk             | 9 grudnia 2015                    | 10 grudnia 2015        |
| Hrabinie udaje się namierzyć Rudolfa i Natachę. Po prawie dziewięćdziesięciu latach trójka rozpoczyna ponowne współżycie, zaś Valentino i Rambova próbują przystosować się do współczesnego świata. Równocześnie Elizabeth powraca do związku z Donovanem i szykuje się do ślubu z Willem. James odbudowuje drzwi do odizolowanego korytarza. Ramona wyznaje Donovanowi, że przez dwadzieścia lat zajmowała się chorym ojcem, dlatego nie miała czasu na zemstę na Elizabeth, jednak od czasu śmierci ojca jest ponownie zmotywowana do zabójstwa dawnej partnerki. Zakrada się z nożem do apartamentu Hrabiny, zostaje jednak przez nią i Donovana zamknięta w odizolowanym korytarzu. Zaraz po wzięciu ślubu Will zostaje zamknięty przez Elizabeth i Jamesa w korytarzu, gdzie Ramona go zabija i wypija jego krew. Donovan odkrywa, że hrabina – mimo obietnicy monogamii – skrycie spotyka się z Rudolfem. Alex usiłuje przekonać Maxa i pozostałe dzieci wampiry, by przestali zabijać ludzi w mieście i poszli z nią do Cortezu. |    |                             |                                    |                   |                          |                                   |                        |
| 61 | 10 | She Gets Revenge            | Dokonanie zemsty                   | Bradley Buecker   | James Wong               | 16 grudnia 2015                   | 17 grudnia 2015        |
| Liz zaprasza do hotelu swojego syna, Douglasa, którego porzuciła, gdy chłopiec był dzieckiem. Wraz z Iris planuje po spotkaniu popełnić wspólne samobójstwo. Gdy Douglas oświadcza, że nie przeszkadza mu transgenderyzm ojca i chce go z powrotem w swoim życiu, Liz rezygnuje z zabicia się i namawia Iris do wspólnego przejęcia kontroli nad hotelem. W akcie zazdrości Elizabeth zabija Natachę, zaś Donovan Rudolfa. Duch Willa pojawia się w apartamencie hrabiny, która wyjawia, że jako prawna opiekunka Lachlana odziedziczyła Cortez. John i Alex przyprowadzają do hotelu dzieci wampiry, a następnie zamykają w odizolowanym korytarzu, gdzie atakuje je Ramona. Małżeństwo rozpoczyna odbudowę związku, czemu sprzeciwia się Sally, przekonując Johna, że go kocha, zaś Alex nie zaakceptuje go, dowiedziawszy się, że jest seryjnym mordercą. Mimo sprzeciwu Sally, John, Alex i Holden opuszczają hotel. Elizabeth i Donovan kłócą się o zabójstwo Rudolfa. Niespodziewanie zostają postrzeleni przez Iris i Liz. |    |                             |                                    |                   |                          |                                   |                        |
| 62 | 11 | Battle Royale               | Królewska bitwa                    | Michael Uppendahl | Ned Martel               | 6 stycznia 2016                   | 7 stycznia 2016        |
| Iris jest zrozpaczona, bo nieumyślnie zabiła syna. Sally ratuje Elizabeth życie i oczekuje w zamian sprowadzenia do hotelu Johna i zabicie go, by już na zawsze mogła z nim żyć. Wracając do domu, Lowe odkrywa, że Alex, Holden i Scarlett zostali uprowadzeni. Przychodzi do Cortezu, gdzie Sally mówi mu, że odzyska rodzinę dopiero po morderstwie związanym z ostatnim przykazaniem: „nie zabijaj”. Liz i Iris uwalniają Ramonę i dostarczają jej ofiarę w postaci nowego gościa hotelu, Queenie. James zabija czarownicę, zaś Ramona pije jej krew i, odzyskawszy siły, przychodzi do apartamentu Elizabeth z planem zabicia jej. Kobiety dochodzą do porozumienia – Hrabina ma opuścić hotel, a Royale go przejąć. Niespodziewanie Elizabeth zostaje zastrzelona przez Johna, który w ten sposób zdobywa dla Jamesa ostatnią ofiarę. Gdy March je kolację z duchem Hrabiny, Hazel wyznaje mu miłość i zdradza, że to ona przed laty zdradziła policji jego morderczą działalność, by został zabity w hotelu i żył z nią w związku. |    |                             |                                    |                   |                          |                                   |                        |
| 63 | 12 | Be Our Guest                | Zostań naszym gościem              | Bradley Buecker   | John J. Gray             | 13 stycznia 2016                  | 14 stycznia 2016       |
| Po śmierci hrabiny Liz i Iris zarządzają Cortezem. Zwołują zebranie, podczas którego proszą duchy, by przestały mordować hotelowych gości. Wspiera ich James, który pragnie, by hotel dostał miano zabytku. Iris przyprowadza do Cortezu medium, Billie Dean Howard, która ma się skontaktować z Tristanem. Duffy informuje ją, że nie chce rozmawiać z Taylor. Po narodzinach wnuczki Liz podejmuje decyzję o śmierci w hotelu i dalszym życiu jako duch. Hrabina pojawia się po raz pierwszy od czasu swojej śmierci, by osobiście ją zamordować. Zaraz po śmierci Liz zostaje odwiedzona przez Tristana. Przez kolejne lata Cortez staje się popularny dzięki Billie Dean, która promuje go w mediach jako nawiedzonego. Rezydenci hotelu chcą dać temu kres, więc zapraszają Howard w noc diabła w 2022 roku. Medium rozmawia przed kamerami z Johnem – słynnym Strażnikiem Dziesięciu Przykazań, który opowiada o swojej śmierci pod hotelem kilka lat temu i życiu z rodziną jako duch. Następnie zaprowadza Billie Dean na noc diabła, której uczestnicy wraz z Ramoną grożą jej śmiercią, jeżeli nadal będzie opowiadała w mediach o Cortezie. Przerażona Howard ucieka z hotelu.                      |    |                             |                                    |                   |                          |                                   |                        |

## Oglądalność w Stanach Zjednoczonych
Kolumna „Pozycja” wyraża miejsce, które zajął odcinek w zestawieniu najpopularniejszych programów telewizji kablowej danego dnia.

Kolumna „AMR” wyraża procent widzów w grupie wiekowej 18–49, którzy oglądali dany odcinek, w stosunku do wszystkich posiadaczy telewizji kablowej w Stanach Zjednoczonych (w tej samej grupie).
| Nr      | Tytuł                                | Data premiery             | Pozycja | Widzów (w mln) | AMR (18–49) |        |
| ------- | ------------------------------------ | ------------------------- | ------- | -------------- | ----------- | ------ |
| 1       | „Zameldowanie”                       | 7 października 2015(dts)  | 1       | 5,807          | 3,0         | [ 1 ]  |
| 2       | „Zsypy i drabiny”                    | 14 października 2015(dts) | 1       | 4,061          | 2,2         | [ 2 ]  |
| 3       | „Mamusia”                            | 21 października 2015(dts) | 2       | 3,202          | 1,7         | [ 3 ]  |
| 4       | „Noc diabła”                         | 28 października 2015(dts) | 3       | 3,045          | 1,6         | [ 4 ]  |
| 5       | „Obsługa hotelowa”                   | 4 listopada 2015(dts)     | 1       | 2,867          | 1,5         | [ 5 ]  |
| 6       | „Pokój nr 33”                        | 11 listopada 2015(dts)    | 1       | 2,637          | 1,4         | [ 6 ]  |
| 7       | „Płomyk”                             | 18 listopada 2015(dts)    | 1       | 2,637          | 1,4         | [ 7 ]  |
| 8       | „Zabójca od dziesięciorga przykazań” | 2 grudnia 2015(dts)       | 1       | 2,310          | 1,2         | [ 8 ]  |
| 9       | „Pragnienie zemsty”                  | 9 grudnia 2015(dts)       | 2       | 2,142          | 1,1         | [ 9 ]  |
| 10      | „Dokonanie zemsty”                   | 16 grudnia 2015(dts)      | 6       | 1,846          | 0,9         | [ 10 ] |
| 11      | „Królewska bitwa”                    | 6 stycznia 2016(dts)      | 10      | 1,836          | 0,9         | [ 11 ] |
| 12      | „Zostań naszym gościem”              | 13 stycznia 2016(dts)     | 1       | 2,245          | 1,1         | [ 12 ] |
| Średnio | Średnio                              | Średnio                   | Średnio | 2,886          | 1,5         |        |

## Nagrody i nominacje
American Horror Story: Hotel zdobył spośród 12 nagród spośród 47 nominacji.
| Ceremonia                                                                 | Kategoria | Nominacja | Rezultat  |        |
| ------------------------------------------------------------------------- | --- | --- | --------- | ------ |
| 68. ceremonia wręczenia Primetime Emmy                                    | Najlepsza aktorka drugoplanowa w miniserialu lub filmie telewizyjnym                                             | Sarah Paulson | Nominacja | [ 13 ] |
| 68. ceremonia wręczenia Primetime Emmy                                    | Najlepsza aktorka drugoplanowa w miniserialu lub filmie telewizyjnym                                             | Kathy Bates | Nominacja | [ 13 ] |
| 68. ceremonia wręczenia Primetime Creative Arts Emmy                      | Najlepsza charakteryzacja naturalna w serialu, serialu limitowanym, filmie telewizyjnym lub programie specjalnym | Eryn Krueger Mekash, Kim Ayers, Michael Mekash, Silvina Knight i Sarah Tanno                                                                | Wygrana   | [ 13 ] |
| 68. ceremonia wręczenia Primetime Creative Arts Emmy                      | Najlepsza charakteryzacja sztuczna w serialu, serialu limitowanym, filmie telewizyjnym lub programie specjalnym  | Eryn Krueger Mekash, Mike Mekash, Bradley A. Palmer, Bart Mixon, James MacKinnon, Kevin Kirkpatrick, David Leroy Anderson i Glen Eisner     | Nominacja | [ 13 ] |
| 68. ceremonia wręczenia Primetime Creative Arts Emmy                      | Najlepsze fryzury w serialu limitowanym lub filmie telewizyjnym                                                  | Monte C. Haught, Fredric Aspiras, Darlene Brumfield, Kelly Muldoon i Gina Bonacquisti                                                       | Nominacja | [ 13 ] |
| 68. ceremonia wręczenia Primetime Creative Arts Emmy                      | Najlepsze kostiumy w serialu, serialu limitowanym lub filmie telewizyjnym                                        | Lou Eyrich, Helen Huang i Marisa Aboitiz (za „Zsypy drabiny”)                                                                               | Wygrana   | [ 13 ] |
| 68. ceremonia wręczenia Primetime Creative Arts Emmy                      | Najlepszy montaż dźwięku w serialu limitowanym, filmie telewizyjnym lub programie specjalnym                     | Gary Megregian, Steve M. Stuhr, Jason Krane, Timothy A. Cleveland, Paul Diller, David Klotz, Noel Vought i Ginger Geary (za „Zameldowanie”) | Nominacja | [ 13 ] |
| 68. ceremonia wręczenia Primetime Creative Arts Emmy                      | Najlepsza scenografia w fabularnym programie współczesnym lub fantasy (godzinnym lub dłuższym)                   | Mark Worthington, Denise Hudson i Ellen Brill                                                                                               | Nominacja | [ 13 ] |
| 73. ceremonia wręczenia Złotych Globów                                    | Najlepszy miniserial lub film telewizyjny                                                                        | American Horror Story: Hotel | Nominacja | [ 14 ] |
| 73. ceremonia wręczenia Złotych Globów                                    | Najlepsza aktorka w miniserialu lub filmie telewizyjnym                                                          | Lady Gaga | Wygrana   | [ 14 ] |
| 68. ceremonia wręczenia nagród Amerykańskiej Gildii Scenarzystów          | Najlepsza oryginalna forma długometrażowa                                                                        | Brad Falchuk, John J. Gray, Todd Kubrak, Crystal Liu, Ned Martel, Tim Minear, Ryan Murphy, Jennifer Salt i James Wong                       | Nominacja | [ 15 ] |
| 18. ceremonia wręczenia nagród Amerykańskiej Gildii Kostiumografów        | Najlepsze kostiumy w serialu współczesnym                                                                        | Lou Eyrich | Wygrana   | [ 16 ] |
| 27. ceremonia wręczenia nagród Amerykańskiej Gildii Producentów Filmowych | Najlepsza produkcja pełnometrażowego programu telewizyjnego                                                      | Brad Falchuk, Ryan Murphy, Brad Buecker, Tim Minear, Jennifer Salt, James Wong, Alexis Martin Woodall i Robert M. Williams Jr.              | Nominacja | [ 17 ] |
| 20. ceremonia wręczenia nagród Amerykańskiej Gildii Scenografów           | Film telewizyjny lub miniserial                                                                                  | Mark Worthington (za „Zameldowanie”) | Wygrana   | [ 18 ] |
| 20. ceremonia wręczenia nagród Amerykańskiej Gildii Scenografów           | Krótki metraż: serial internetowy, teledysk lub reklama                                                          | Zach Mathews (za Hallways) | Nominacja | [ 18 ] |
| Ceremonia wręczenia nagród Gildii Makijażystów i Fryzjerów w 2016         | Najlepsza charakteryzacja w miniserialu lub filmie telewizyjnym kostiumowym                                      | Eryn Krueger Mekash, Kim Ayers i Sarah Tanno                                                                                                | Wygrana   | [ 19 ] |
| Ceremonia wręczenia nagród Gildii Makijażystów i Fryzjerów w 2016         | Najlepsze fryzury w miniserialu lub filmie telewizyjnym kostiumowym                                              | Monte C Haught, Darlene Brumfield i Frederic Asperas                                                                                        | Wygrana   | [ 19 ] |
| Ceremonia wręczenia nagród Gildii Makijażystów i Fryzjerów w 2016         | Najlepsze efekty makijażowe w miniserialu lub filmie telewizyjnym kostiumowym                                    | Eryn Krueger Mekash, Michael Mekash i David Anderson                                                                                        | Wygrana   | [ 19 ] |
| Ceremonia wręczenia nagród Gildii Makijażystów i Fryzjerów w 2016         | Najlepsza charakteryzacja w reklamie lub teledysku                                                               | Kerry Herta i Jason Collins | Wygrana   | [ 19 ] |
| Ceremonia wręczenia nagród Gildii Makijażystów i Fryzjerów w 2016         | Najlepsze fryzury w reklamie lub teledysku                                                                       | Nicole Alkire i Marissa Smith | Wygrana   | [ 19 ] |
| 52. ceremonia wręczenia nagród Stowarzyszenia Kinowego Dźwięku            | Najlepsze osiągnięcie w montażu dźwięku – film telewizyjny lub miniserial                                        | Brendan Beebe, Joe Earle, Vicki Lemar (za „Obsługę hotelową”)                                                                               | Nominacja | [ 20 ] |
| 52. ceremonia wręczenia nagród Stowarzyszenia Kinowego Dźwięku            | Najlepsze osiągnięcie w montażu dźwięku – film telewizyjny lub miniserial                                        | Brendan Beebe, Joe Earle, Doug Andham, Judah Getz, John Guentner (za „Zameldowanie”)                                                        | Nominacja | [ 20 ] |
| 20. ceremonia wręczenia Satelitów                                         | Najlepszy serial gatunkowy                                                                                       | American Horror Story: Hotel | Nominacja | [ 21 ] |
| 20. ceremonia wręczenia Satelitów                                         | Najlepsza aktorka w serialu dramatycznym                                                                         | Lady Gaga | Nominacja | [ 21 ] |
| 42. ceremonia wręczenia Saturnów                                          | Najlepszy serial telewizyjny – horror                                                                            | American Horror Story: Hotel | Nominacja | [ 22 ] |
| 6. ceremonia wręczenia Critics’ Choice Television Awards                  | Najlepszy aktor w filmie lub miniserialu                                                                         | Wes Bentley | Nominacja | [ 23 ] |
| 6. ceremonia wręczenia Critics’ Choice Television Awards                  | Najlepsza aktorka w filmie lub miniserialu                                                                       | Kathy Bates | Nominacja | [ 23 ] |
| 6. ceremonia wręczenia Critics’ Choice Television Awards                  | Najlepsza aktorka drugoplanowa w filmie lub miniserialu                                                          | Sarah Paulson | Nominacja | [ 23 ] |
| 47. ceremonia wręczenia NAACP Image Awards                                | Najlepsza aktorka w filmie telewizyjnym, miniserialu lub programie specjalnym                                    | Angela Bassett | Nominacja | [ 24 ] |
| 42. ceremonia wręczenia People’s Choice Awards                            | Ulubiony serial science fiction lub fantasy stacji kablowej                                                      | American Horror Story: Hotel | Nominacja | [ 25 ] |
| 42. ceremonia wręczenia People’s Choice Awards                            | Ulubiona aktorka w serialu science fiction lub fantasy                                                           | Lady Gaga | Nominacja | [ 25 ] |
| 16. ceremonia wręczenia Czarnych Szpul                                    | Najlepsza aktorka drugoplanowa w filmie telewizyjnym lub miniserialu                                             | Angela Bassett | Nominacja | [ 26 ] |
| Key Art Awards 2016                                                       | Telewizja/streaming: na świeżym powietrzu: reklama na przystanku autobusowym                                     | American Horror Story: Hotel | Brąz      | [ 27 ] |
| Key Art Awards 2016                                                       | Telewizja/streaming: zintegrowana kampania promocyjna                                                            | American Horror Story: Hotel | Srebro    | [ 27 ] |
| Key Art Awards 2016                                                       | Telewizja/streaming: zwiastun: serial dramatyczny                                                                | American Horror Story: Hotel | Srebro    | [ 27 ] |
| Key Art Awards 2016                                                       | Telewizja/streaming: zwiastun: serial dramatyczny                                                                | Above & Below | Brąz      | [ 27 ] |
| Key Art Awards 2016                                                       | Telewizja/streaming: zwiastun: serial dramatyczny                                                                | Hallways | Brąz      | [ 27 ] |
| Key Art Awards 2016                                                       | Telewizja/streaming: technika drukarska: reklama jednostronna krajowa                                            | Pool | Brąz      | [ 27 ] |
| Key Art Awards 2016                                                       | Telewizja/streaming: na świeżym powietrzu: billboard                                                             | Domestic 14x48 | Brąz      | [ 27 ] |
| MTV Fandom Awards 2015                                                    | Szaleństwo roku                                                                                                  | Lady Gaga dołącza do American Horror Story: Hotel                                                                                           | Nominacja | [ 28 ] |
| 7. ceremonia wręczenia Nagród Doriana                                     | Kampowy serial roku                                                                                              | American Horror Story: Hotel | Nominacja | [ 29 ] |
| Fangoria Chainsaw Awards 2016                                             | Najlepsza aktorka telewizyjna                                                                                    | Lady Gaga | Nominacja | [ 30 ] |
| Fangoria Chainsaw Awards 2016                                             | Najlepszy drugoplanowy aktor telewizyjny                                                                         | Evan Peters | Nominacja | [ 30 ] |
| Fangoria Chainsaw Awards 2016                                             | Najlepszy telewizyjny makijaż                                                                                    | Eryn Krueger Mekash i David LeRoy Anderson                                                                                                  | Nominacja | [ 30 ] |
| Poppy Awards 2016                                                         | Najlepszy miniserial lub film telewizyjny                                                                        | American Horror Story: Hotel | Wygrana   | [ 31 ] |
| Poppy Awards 2016                                                         | Najlepsza aktorka pierwszoplanowa w miniserialu lub filmie telewizyjnym                                          | Lady Gaga | Wygrana   | [ 31 ] |
| Poppy Awards 2016                                                         | Najlepszy aktor drugoplanowy w miniserialu lub filmie telewizyjnym                                               | Denis O’Hare | Nominacja | [ 31 ] |